# Krešo Bengalka
Krešo Kulašin, umjetničkog imena Krešo Bengalka (Split, 23. siječnja 1986.) rap je glazbenik iz Splita. Zbog porijekla s očeve strane izjašnjava se Bošnjakom. Jedan je od osnivača gangsta rap grupe Kiša metaka. Godine 2008. debitirao je na pjesmi Krek kuća grupe Dječaci. Citiran je u sklopu skupine Neki tvrdi likovi.[citiran?]
Godine 2014. s  reperom Žuvijem formirao je duo Krešo i Žuvi. Iste godine izdaju album Brokva. U veljači 2017. godine Krešo Bengalka objavljuje svoj prvi samostalni album Finale, a 2018. slijedi drugi samostalni album Split Zoo.
U intervjuu iz 2019. godine navodi da je najveći utjecaj na njega imao TBF.

## Diskografija

### Albumi
- Kiša Metaka Folder 1 (2013.)
- Brokva (2014.)[7]
- Kiša Metaka Folder 2 (2014.)
- Finale (2017.)[8]
- Split Zoo (2018.)[9]
- Pozitiva & Nasilje (2019.)
- Vida (2019.)
- Amigos Para Siempre (2019.)
- Sve Najbolje (2019.)
- Klub Navijača (2020.)
- Prvak Tvrdog Đira (2022.)
- Split Zoo 2 (2023.)
- Žilet (2025.)

## Vanjske poveznice
- Službena stranica  Arhivirana inačica izvorne stranice od 9. svibnja 2019. (Wayback Machine)
- Krešo Bengalka na Discogsu